# Bændeltang-familien
Bændeltang-familien (Zosteraceae), som også kaldes "Ålegræs-familien", er en familie af stauder, der lever på den kystnære havbund. De fleste af arterne lever hele deres liv under vandet, hvor de endda danner trådagtigt pollen, som er tilpasset spredning i vandet. Planterne har båndagtige blade, som mangler spalteåbninger. Rodnettet er trævlet og sidder ligesom bladene på krybende jordstængler.
Ålegræs er en naturlig bølgedæmper som minsker stranderosion.
| Slægter |

- Bændeltang (Zostera)
- Heterozostera
- Phyllospadix